# Focus (Lied)
Focus ist ein Lied, das von der amerikanischen Sängerin Ariana Grande aufgenommen wurde. Es wurde am 30. Oktober 2015 von Republic Records veröffentlicht, geschrieben von Grande, Savan Kotecha, Peter Svensson und seinen Produzenten Ilya Salmanzadeh und Max Martin. Ursprünglich als Lead-Single von Grandes drittem Studioalbum gedacht, wurde der Song später verschrottet und durch seinen Titeltrack Dangerous Woman ersetzt und folglich aus der Standardausgabe des Albums entfernt.
Der Song erhielt im Allgemeinen gemischte Kritiken von Musikkritikern. Einige lobten Grandes Gesang und die Betonung der Blechblasinstrumente im Arrangement des Songs, und andere kritisierten seine Ähnlichkeit mit ihrem Lied Problem aus dem Jahr 2014. Focus debütierte in der ersten Woche auf Platz sieben der Billboard Hot 100 Charts mit 113.000 Downloads. Es war Grandes sechste Top-Ten-Single und ihre erste ohne Begleitung eines anderen Künstlers. Das Lied erreichte auch die Top Ten in Kanada, Australien, Griechenland, Italien, Spanien und dem Vereinigten Königreich. Bis Januar 2016 verkaufte Focus 544.000 Exemplare in den Vereinigten Staaten und wurde von der RIAA mit doppeltem Platin zertifiziert. Es ist in Brasilien als Diamant zertifiziert.
Das Musikvideo unter der Regie von Hannah Lux Davis wurde am 30. Oktober 2015 auf Grandes Vevo-Kanal uraufgeführt. Bis 2019 blieb es das vierthäufigste Musikvideo auf Grandes YouTube-Kanal. Sie spielte Focus bei den American Music Awards am 22. November 2015 und beim Konzert des iHeartRadio Theater Los Angeles, und es stand auf der Set-Liste der zweiten Etappe von Grandes Dangerous Woman Tour 2017.

## Hintergrund und Veröffentlichung
Focus wurde von Grande, Savan Kotecha, Peter Svensson und seinen Produzenten Ilya Salmanzadeh und Max Martin geschrieben. Serban Ghenea mischte das Lied, unterstützt von John Hands. Grande begann im Mai 2015 mit der Arbeit an neuem Material für ihr drittes Studioalbum und veröffentlichte Details über das Projekt in den sozialen Medien und in Gesprächen mit der Öffentlichkeit. Das Album trug ursprünglich den Titel Moonlight. Die Sängerin veröffentlichte im Juli 2015 ein unfokussiertes Bild von sich selbst auf ihrer Instagram-Seite mit der Beschriftung „Focus“ (dt. „Fokus“) und nannte es einen „hint“ (dt. „Hinweis“). Ein Video, das im September 2015 vom iHeartMedia Music Summit veröffentlicht wurde, zeigte, dass Grande, CEO von Republic Records Monte Lipman, und ihr Manager Charlie Walk, den Song zur Genehmigung den Mitarbeitern von Republic Records vorspielten.
Grande kündigte die Single während ihres Auftritts am 15. September 2015 in der Tonight Show mit Jimmy Fallon mit einem Veröffentlichungsdatum vom 30. Oktober an. Anfang Oktober begann sie, Ausschnitte des Liedtexts, Video- und Audiovorschauen und pixelige Versionen des Covers der Single auf Instagram und Twitter zu veröffentlichen, und enthüllte am 14. Oktober das Cover-Artwork von Focus. Eine Woche vor dem Veröffentlichungsdatum des Songs wurde ein 15-sekündiger Ausschnitt des Tracks in einem Werbespot für Ari von Ariana Grande, dem Debütduft der Sängerin, verwendet. Focus wurde am 30. Oktober 2015 weltweit digital veröffentlicht und am 2. November selbigen Jahres zu den Hot Adult Contemporary Playlists der Vereinigten Staaten hinzugefügt. Es wurde später am 3. bzw. 6. November bei amerikanischen und italienischen zeitgenössischen Hitradiosendern veröffentlicht. Focus wurde am 4. Dezember als Maxi-Single in Japan veröffentlicht, wobei die reguläre Version einen Mini-Kalender und ein Mini-Poster enthielt, während die Deluxe-Edition ein Poster und ein Notizbuch im A7-Format enthielt.
Entfernung von Dangerous Woman
Der Song sollte ursprünglich die Lead-Single von Grandes drittem Studioalbum Dangerous Woman sein. Republic Records teilte Billboard später mit, dass der Track aus der Standardausgabe des Albums entfernt worden sei, wobei Dangerous Woman ihn als Lead-Single ersetzte. Stattdessen wurde der Song später als Bonustrack in der Japan-Ausgabe des Albums erneut hinzugefügt. Vulture-Redakteur Dee Locket erklärte, warum Focus nicht im endgültigen Schnitt des Albums enthalten war; der Rollout des Songs wurde nicht „als Erfolg in Erinnerung behalten - er wurde als ein Fehler betrachtet, zu poliert für eine Zeit, als die größten Stars des Pop, insbesondere seine Frauen, ihre Fehler in die Musik bluten ließen.“ (Originalzitat: „…remembered as a success – it was calculated to a fault, too polished for a time when pop's biggest stars, particularly its women, were letting their flaws bleed into the music.“)

## Musik und Liedtext

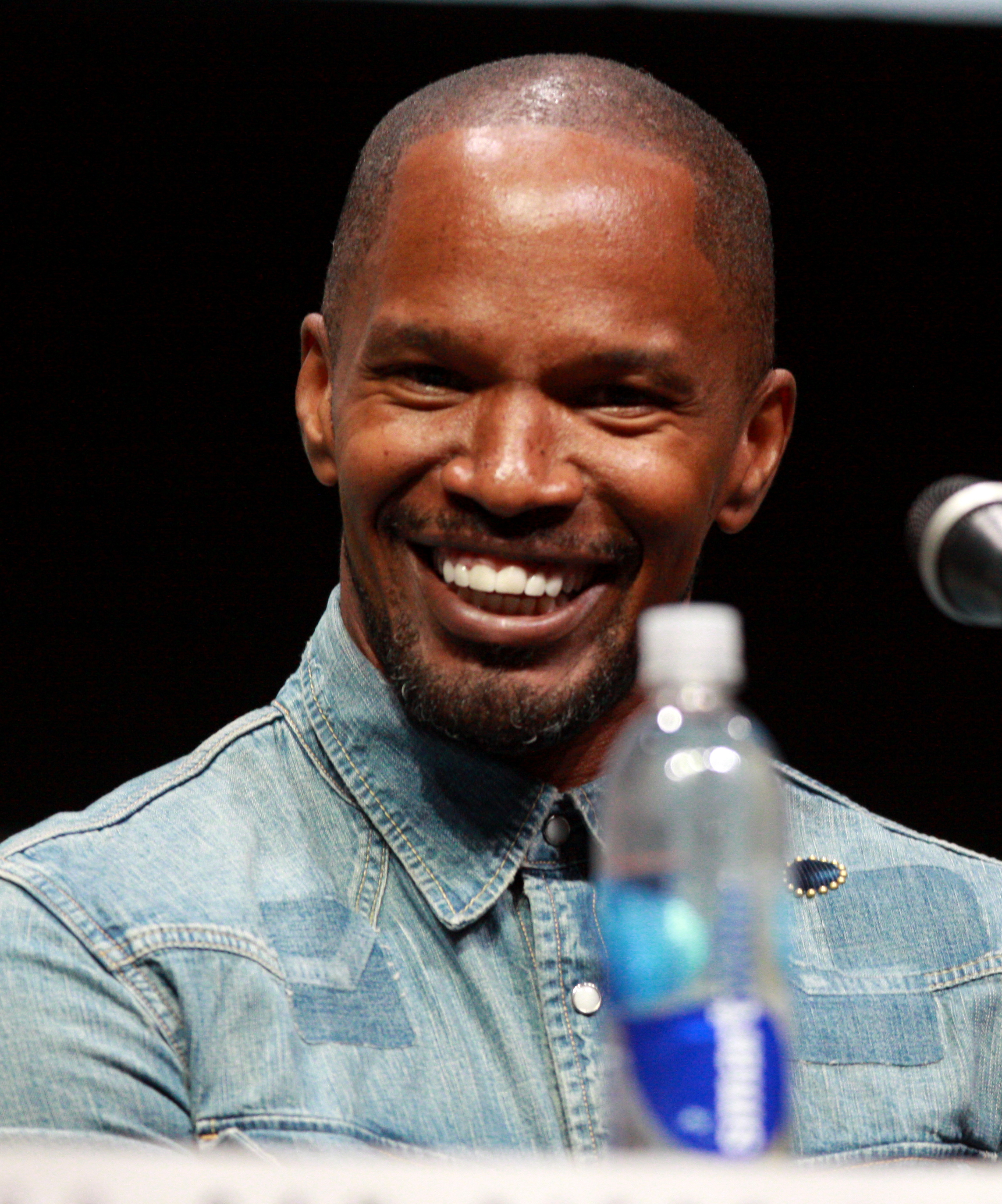
Jamie Foxx singt den Focus-Chorus

Laut Noten, die von Kobalt Music auf Musicnotes.com veröffentlicht wurden, wurde Focus in der Tonart g-Moll und im 4/4 Takt in einem moderaten Tempo von 98 Schlägen pro Minute geschrieben. Grandes Stimme reicht von C-4 bis G-5. Ein Lied im Retro-Stil, "Focus", basiert auf einem von den 1970er Jahren inspirierten Tanzbeat. Laut Ryan Reed von Rolling Stone verfügt seine Instrumentierung über "stechende Big-Band-Bläser" (mit Saxophon, Trompete und Posaune), glatte Synthesizer und klingelnde Percussion mit synthetisierten Handklatschen und einer Kuhglocke. Die Hornstiftung des Songs wurde mit Grandes Single Problem aus dem Jahr 2014 von ihrem Album My Everything verglichen. In einem Interview mit Entertainment Tonight räumte Grande die Ähnlichkeit von Focus mit Problem ein; sie dachte, ersteres wäre die „perfekte Übergangsplatte“ von ihrem letzten Album zu ihrem neuen Album, weil es nach „Problem 2.0“ klingt.
Lyrisch bittet Grande um Aufmerksamkeit und Fokus. Laut Robbie Daw von Idolator ähnelt der Vorchor dem Intro von KC und dem Disco-Song der Sunshine Band aus dem Jahr 1975, „That's the Way (I Like It)“. Marcus Floyd von Renowned for Sound schrieb, dass Grande im zweiten Vers „ihre Hasser anspricht und darauf besteht, dass sie ihre Realität ansprechen.“ Sein „funky“ Chor besteht aus dem wiederholten Satz „Focus on me“ (dt. „Fokussiere dich auf mich“), der vom amerikanischen Schauspieler Jamie Foxx in einer Bassstimme gesungen wird. Grande erklärte den Chorus:

“When I say, "Focus on me", I'm not asking to be the center of attention. I'm not asking you to focus on my face or my clothes or my body or my singing voice. By "focus on me", I literally mean focus on me. Focus on what I'm all about and what I believe in. The more we focus on each other as people and not on what we look like, what we're wearing, our gender, our hairstyle, our sexuality, the color of our skin. But focus on each other on a soul level. The more we realize how much we have in common, the more we listen to each other, the more one we become.”

„Wenn ich sage: „Konzentriere dich auf mich“, bitte ich nicht darum, im Mittelpunkt der Aufmerksamkeit zu stehen. Ich bitte Sie nicht, sich auf mein Gesicht oder meine Kleidung oder meinen Körper oder meine Gesangsstimme zu konzentrieren. Mit "Fokus auf mich" meine ich buchstäblich, konzentrieren Sie sich auf mich. Konzentrieren Sie sich auf das, worum es mir geht und woran ich glaube. Je mehr wir uns als Menschen aufeinander konzentrieren und nicht darauf, wie wir aussehen, was wir tragen, unser Geschlecht, unsere Frisur, unsere Sexualität, die Farbe unserer Haut. Aber konzentrieren Sie sich auf Seelenebene aufeinander. Je mehr wir erkennen, wie viel wir gemeinsam haben, desto mehr hören wir einander zu, desto mehr werden wir.“

## Kritik
Amy Davison von Digital Spy lobte den „sax-getriebenen“ Beat von Focus; Kaitlyn Tiffany von The Verge nannte Grande eine „massiv talentierte Sängerin“ und Focus ein „sehr angenehmes“ Hören. Nolan Feeney von Time stellte fest, dass es zwar dem Lied Problem ähnelte, aber möglicherweise keine schlechte Einzelentscheidung war. Steven J. Horowitz von Billboard gab dem Song zweieinhalb von fünf Sternen und schrieb, dass Grande bis Focus nie eine „weniger-als-große“ Single veröffentlicht hatte, die er als „schwache“ Neuauflage von Problem betrachtete.
Die Zeit nannte Focus den sechstschlimmsten Song des Jahres 2015 und nannte Grandes Gesang „gezwungen“ von „zu großen Instrumentals“, wie es bei Problem und Break Free der Fall war; die beiden letztgenannten hatten jedoch eine „nachhaltige Energie“, die Focus fehlte. Die Sängerin brauchte nach ihrer „Donut-Kontroverse 2015“ einen „eng konstruierten, eleganten Hit“, „und das ist es nicht“. Obwohl Brennan Carley von Spin das Lied als „eingängiges Slow-Burn“ und ein „hornschweres Stück retro-moderner Fusion“ bezeichnete, fehlte Grandes Gesang „echter Aufregung von einem Star, der die Zurückhaltung und Geschicklichkeit hat, ihr Instrument an Orte einzunehmen, die die meisten anderen Popsänger nicht mehr können“. Carley kritisierte das „männliche Heulen“ des Songs dafür, dass es „schnell gerieben“ und Focus zu ähnlich mit Problem machte.
| Publikation | Liste                         | Rang | Quelle |
| ----------- | ----------------------------- | ---- | ------ |
| Stereogum   | The 50 Best Pop Songs Of 2015 | 42   | [ 34 ] |

## Musikvideo

### Hintergründe und Inhalt
Das Musikvideo zu Focus wurde am 29. Oktober 2015 auf YouTube veröffentlicht. Hannah Lux Davis, die das Video inszenierte, drehte auch die Musikvideos für Grandes Love Me Harder und die gemeinsame Single der Sängerin, Bang Bang. Das Video zeigt das Samsung Galaxy Note 5.
Das Video beginnt damit, dass Grande den Satz Focus on me (dt. „Fokussiere dich auf mich“) auf einem Handy schreibt. Während des ersten Verses werden Szenen von Grande, die das Lied lippensynchronisiert, mit Silhouetten des Sängers geschnitten, der in einem lila Kreis tanzt. Anschließend führt sie eine choreografierte Routine mit sechs unterstützenden Tänzern auf einem lila Set durch. Während des zweiten Verses lächelt und posiert sie in einem Quadrat mit einem schwarzen Minikleid und hohen Stiefeln im Toni-Basil-Stil. Für die Brücke des Liedes liegt die Sängerin (in einem Trikot mit Sternendruck, fotografiert in Schwarz-Weiß) auf einem neonbeleuchteten Set, spielt Trompete und tritt mit ihren Tänzern auf. Das Video endet mit beleuchtetem rechtem Auge. Ella Cerón von Teen Vogue bemerkte seine „leichte Rückfall“-Grafik, die zum Song passte.

### Kritik
Sean Fitz-Gerald von Vulture nannte den geometrischen Look des Videos ähnlich wie die Videos für Drakes Hotline Bling (2015) und Lil’ Mamas Lip Gloss (2007). Billboards Mitarbeiter stuften das Musikvideo für Focus als Grandes siebtbestes ein und beschrieben es als „außerirdisch“ mit „Star-emblazoned-Overalls und Neonperücken“; sie verglichen die Ästhetik des Clips mit dem Disney Channel Original Movie Zenon: Girl of the 21st Century (1999) und Grandes Tanz zu Beyoncés im Video zu „Single Ladies (Put a Ring on It)“ (2008). Das Musikvideo hat über 920 Millionen Aufrufe auf YouTube erhalten und ist ihr sechsthäufigster Upload auf der Website geworden.

## Live-Inszenierung
Vor der Veröffentlichung von Focus begann Grande, während der letzten Shows der Honeymoon Tour im Oktober 2015 Ausschnitte des Songs zu necken. Grande spielte Focus am 30. Oktober 2015 zum ersten Mal live auf der Honda-Bühne im iHeartRadio Theater in Los Angeles. Sie spielte den Song auch bei den American Music Awards 2015 am 22. November und wurde von Billboard als beste Leistung der Nacht eingestuft. Laut Bruna Nessif von E! brachte Grande etwas „alten Hollywood-Glamour“ in die Aufführung. Grande spielte Focus und ein Cover von Merry Christmas (War is Over) in Disneys Weihnachtstag-Special. Das Lied wurde auch auf der Dangerous Woman Tour 2017 aufgeführt, beginnend mit der zweiten Etappe in Europa.

## Titelliste
Digitaler Download
1. Fokus – 3:31

Japanische CD maxi single
1. Fokus – 3:31
2. Fokus (Karaoke-Version) – 3:31
3. Nachricht auf Japanisch von Ariana – 0:40

## Mitwirkende
Credits angepasst an die Liner Notes der Focus CD-Single.
Aufnahme
- Aufgenommen in den MXM Studios, Los Angeles (USA) und Wolf Cousins Studios, Stockholm (Schweden)
- Gemischt in den MixStar Studios, Virginia Beach (USA)
- Mastered bei Sterling Sound, New York City (USA)

Management
- Alle Rechte werden von MXM (verwaltet von Kobalt), Wolf Cousins (STIM), Warner Chappel Music Scand (STIM), Universal Music Corp. verwaltet.

Personal
- Ariana Grande – Gesang, Songwriter
- Savan Kotecha – Songwriter, Hintergrundgesang
- Max Martin – Songwriter, Produzent, Programmierung
- Ilya Salmanzadeh – Songwriterin, Produzentin, Gitarre, Bass, Keyboards, Programmierung, Hintergrundgesang
- Jonas Thander – Hornanordnung, Saxophon
- Steffan Findin – Posaune
- Stefan Persson – Trompete
- Jonne Bentlöv – Trompete
- Peter Carlsson – Schlagzeug
- Peter Svensson – Bass
- Jamie Foxx – Gesang
- Sam Holland – Aufnahme
- Serban Ghenea – Mischen
- Tom Coyne – beherrschen
- John Hanes – Mischassistent

Fotograf
- Alfredo Flores

## Kommerzielle Leistung

### Chartplatzierungen
Focus debütierte auf Platz sieben der Billboard Hot 100 in den Vereinigten Staaten, verkaufte in der ersten Woche 113.000 digitale Downloads und wurde Grandes sechste Top-Ten-Single und viertes Top-Ten-Debüt in den Charts. Es war ihre erste Solo-Top Ten des Landes, ohne Begleitung eines anderen Künstlers. Der Song stieg auf Platz fünf der Digital Songs Charts ein und war mit 13,3 Millionen inländischen Streams die Nummer 13 der Streaming Songs Charts. Es fiel in der zweiten Woche auf Platz 13 der Hot 100 und erholte sich in der dritten Woche nach Grandes Auftritt bei den American Music Awards 2015 auf Platz 12. Bis April 2018 verkaufte Focus über 544.000 digitale Downloads in den USA und wurde von der RIAA mit doppeltem Platin ausgezeichnet. Es debütierte und erreichte Platz acht der Canadian Hot 100, Grandes fünfter kanadischer Top-Ten-Single.
Der Song debütierte auf Platz zehn der Official Singles Charts im Vereinigten Königreich, Grandes dritte Top Ten nach den Nummer-eins-Singles Problem und Bang Bang. In seiner zweiten Woche fiel der Song um vierzehn Plätze auf Platz 24; er verbrachte insgesamt 14 Wochen in den Charts. Focus erreichte auch die Top Ten in Australien, Österreich, Griechenland, Italien, den Niederlanden und Spanien.
| ChartsChartplatzierungen       | Höchstplatzierung | Wochen |
| ------------------------------ | ----------------- | ------ |
| Deutschland (GfK)              | 18 (13 Wo.)       | 13     |
| Österreich (Ö3)                | 9 (9 Wo.)         | 9      |
| Schweiz (IFPI)                 | 16 (13 Wo.)       | 13     |
| Vereinigte Staaten (Billboard) | 7 (13 Wo.)        | 13     |
| Vereinigtes Königreich (OCC)   | 10 (14 Wo.)       | 14     |

### Auszeichnungen und Verkaufszahlen
| Land/Region                  | Auszeichnungen für Musikverkäufe (Land/Region, Auszeichnung, Verkäufe) | Verkäufe  |
| ---------------------------- | ---------------------------------------------------------------------- | --------- |
| Australien (ARIA)            | Platin                                                                 | 70.000    |
| Brasilien (PMB)              | Diamant                                                                | 250.000   |
| Italien (FIMI)               | Platin                                                                 | 50.000    |
| Kanada (MC)                  | Gold                                                                   | 40.000    |
| Neuseeland (RMNZ)            | Gold                                                                   | 7.500     |
| Norwegen (IFPI)              | Gold                                                                   | 30.000    |
| Polen (ZPAV)                 | 2× Platin                                                              | 40.000    |
| Schweden (IFPI)              | Platin                                                                 | 40.000    |
| Spanien (Promusicae)         | Gold                                                                   | 20.000    |
| Südkorea (KMCA)              | —                                                                      | 56.768    |
| Vereinigte Staaten (RIAA)    | 2× Platin                                                              | 2.000.000 |
| Vereinigtes Königreich (BPI) | Gold                                                                   | 400.000   |
| Insgesamt                    | 5× Gold · 7× Platin · 1× Diamant ·                                     | 3.004.268 |

Hauptartikel: Ariana Grande/Auszeichnungen für Musikverkäufe